# Feindbild
Mit Feindbild wird im Allgemeinen ein soziales Deutungsmuster gegenüber anderen Menschen, Menschengruppen (insbesondere Minderheiten), Völkern, Staaten oder Ideologien bezeichnet, das auf einer Schwarz-Weiß-Sicht der Welt (Dichotomie, Dualismus) beruht und mit negativen Vorstellungen, Einstellungen und Gefühlen verbunden ist. Typisch für ein Feindbild ist, dass im Anderen bzw. Fremden das Böse gesehen wird und diesem negativen Bild kontrastierend ein positives Selbstbild bzw. Freundbild gegenübergestellt wird. Feindbilder werden unter anderem von Politikern aufgebaut, die den Populismus praktizieren. Sie stützen sich dabei auf ein Verschwörungsdenken, das menschliche Verhaltensmuster der Abwehr und auf Protesthaltungen.

## Wahrnehmungsmuster

### Selektive Wahrnehmung
In der Feindbildforschung wird danach gefragt, wie Feindbilder aufgebaut und politisch instrumentalisiert werden. Dabei werden sowohl soziale Faktoren als auch das Wahrnehmungsmuster untersucht, das Feindbilder möglich macht. Ein Ansatz ist die selektive Wahrnehmung. In der Psychologie und Philosophie wird von einem skeptischen Standpunkt angenommen, dass die menschliche Wahrnehmung insofern selektiv ist, als sie das Faktische, Wirkliche, Reale, Objektive oder Wahre nur zum Teil erfassen kann. Die selektive Wahrnehmung führt aus der Perspektive der Skeptiker dazu, dass sich bestimmte Vorstellungen von Ordnung, Strukturiertheit und Voraussagbarkeit beim Menschen festsetzen. Der amerikanische Politologe Murray Edelmann versuchte in seiner Studie über Die symbolische Funktion staatlicher Institutionen nachzuweisen, dass „politische Meinungen und Einstellungen nicht auf Beobachtungen oder empirischen Beweisen beruhen, sondern auf den gesellschaftlichen Vorurteilen einzelner Gruppen, die gemeinsam jene Bedeutung schaffen, die sie dann in gegenwärtige oder antizipierte Ereignisse hineininterpretieren.“
Selektive menschliche Wahrnehmung, Meinungen von Interessengruppen und an Normen ausgerichtete Denkweisen, wie Klischees, Stereotype und Vorurteile, würden somit aufgrund von Fixierungen auf zentrale gesellschaftliche Symbole und moralisch negativen Zuschreibungen (Attributierungen, Konnotationen) einen Nährboden für die Ausgrenzung des Fremden, Anderen und schließlich auch des so konstruierten Gegners führen, was so weit gehen kann, dass „unter Umständen sogar dessen fantasierte oder gar reale Vernichtung“ in Erwägung gezogen wird. George Herbert Mead plädierte deshalb bezüglich des Phänomens der selektiven Wahrnehmung und im Rahmen seines erkenntnistheoretischen Ansatzes dafür, dass sich unsere Aufmerksamkeit nicht nur auf das richten solle, was im grellen „Scheinwerferlicht unserer Aufmerksamkeit“ liegt, sondern auch auf die „Randzonen der Erfahrung“. Diese – trotz einer möglicherweise geringschätzenden Haltung – zu berücksichtigen, würde bedeuten, dass eine „umfassende Erkenntnis und Bewertung der eigentlichen Kernsituation“ möglich werden könnte. Erkenntnistheoretische Ansätze führen, wie die Feindbild-Forscherin Anne Katrin Flohr betonte, dazu, dem so genannten Halo-Effekt (von engl. halo, Heiligenschein) entgegenzuwirken. Denn dieser geistig-psychische Effekt bewirke, dass „bei der Beurteilung von Menschen die Einzelurteile nach dem Positiven oder dem Negativen hin vereinheitlicht“ werden würden. Selektive Wahrnehmung wäre demnach mit Informationsverlust, Informationsverzerrung sowie mit der Einseitigkeit der Informationsauswahl verbunden.
Eher pragmatisch und ganz im Sinne einer modernen ästhetischen Lebenskunst, dachte hingegen der rumänische Philosoph und Aphoristiker Emil Cioran, der im Jahre 1973 schrieb: „In meiner Jugend war mir nichts so vergnüglich, wie mir Feinde zu schaffen. Schaffe ich mir jetzt einen, so ist mein erster Gedanke, mich mit ihm zu versöhnen, damit ich mich nicht mehr mit ihm beschäftigen muss. Feinde haben ist eine große Verantwortung. Meine Bürde genügt mir. Ich kann nicht auch noch die der anderen tragen.“ Und: „Ich habe beschlossen, mit niemandem mehr einen Streit auszutragen, seit ich bemerkt habe, dass ich schließlich immer meinem neuesten Feind ähnlich werde.“

### Moralische Wertungen
Weil selektive Wahrnehmungen mit scheinbar unverhältnismäßigen moralischen Wertungen verbunden sein können, die erheblich zur Stabilisierung des Bildes vom wahrgenommenen Feind beitragen, wird auch die Moral selbst problematisiert. So z. B. mit Blick auf die Wissenschaften: Denn jenseits der Philosophie und Erkenntnistheorie allgemein weniger bekannt ist, dass die These der Wertneutralität von wissenschaftlichen Aussagen und Theorien äußerst umstritten ist. So werden im Glauben an die Objektivität von Expertenwissen und wissenschaftlichen Ergebnissen sowie in Anlehnung an religiöse oder politische Philosophien mitunter unreflektiert Überzeugungen vertreten, die beispielsweise Thesen von der „Gerechtigkeit des Krieges“ (Cicero, Augustinus, Thomas von Aquin) oder der Unvermeidbarkeit eines „Krieges der Zivilisationen“ (Samuel P. Huntington, Bassam Tibi) postulieren.
Als problematisch gilt in der Feindbildforschung zudem einerseits der Glaube, dass mit der Kritik an Feindbildern gleichsam moralische Klassifizierungen im Sinne von „falscher Wahrnehmung“, „falscher Theorie“, „falscher Politik“ oder „falscher Religion“ verbunden werden. Vernünftige Kritik in diesem Sinne bedeute, so Franz Nuscheler, auch, dass eingesehen werden muss, dass ein Maßstab für eine „realitätsadäquate Wahrnehmung“ niemand für sich in Anspruch nehmen sollte, selbst wenn sich Definitionen von Feindbildern als resistent gegenüber sachlichen Gegeninformationen erweisen. Andererseits sei nicht von der Hand zu weisen, dass es Menschen oder Menschengruppen gibt, die real lebensbedrohend sein können. Und die mit derartigen Erkenntnissen verbundene Ambivalenzen und existentiellen Spannungen, so der Politikwissenschaftler Eric Voegelin, gelte es aus humanistischer Sicht anzunehmen und zu akzeptieren. Diese Spannungen sollten darüber hinaus vor allem dazu genutzt werden, um Erkenntnisprozesse in Gang zu setzen und weiter voranzutreiben.

### Soziale Ungleichheiten
Einen Ertrag bringenden Ansatz, um der Entstehung von Feindbildern auf die Spur zu kommen, lieferten auch soziologische und historische Forschungen bezüglich des Phänomens der sozialen Ungleichheit in modernen Gesellschaften. Einen eigenen soziologischen Forschungszweig in diesem Zusammenhang stellt die Geschlechterforschung (Gender Studies) dar. Der Historiker George L. Mosse beispielsweise beschrieb in seinem Buch Das Bild des Mannes die Zusammenhänge von sozialen Ungleichheiten, Stereotypen von Männlichkeit und Weiblichkeit und damit korrespondierenden Feindbildern, die mit Vorstellungen der Bedrohung der eigenen Identität verbunden sind. Mosse schrieb im Rahmen seiner Faschismusforschung, dass im 19. und 20. Jahrhundert die wahrgenommenen „Feinde der Maskulinität“ stets „die erklärten Gegner“ der faschistischen und faschistoiden Männer gewesen sind.
Zu einem ähnlichen Ergebnis gelangte der Psychoanalytiker Arno Gruen, der sogar schrieb, dass „die Grundkrankheit der Menschheit“ um jene Menschen kreisen würde, „die ihre Persönlichkeitsstrukturen nur durch Feindbilder aufrechterhalten können“. Und er merkte an, dass das „Auseinanderfallen des gesellschaftlichen Rahmens“ insbesondere bei Menschen, die strikt auf Anpassung bedachte sind, ebenso „zum Auseinanderfallen seiner Welt“ führen würde. Das Besondere an dieser Formulierung ist, dass die Identitätsproblematik hier nicht nur an die eigene Person, sondern auch auf die persönlich als bedeutsam wahrgenommene „Welt“ bezogen wurde. In Zeiten von gesellschaftlichen Umwälzungen und Krisen verstärke, so Gruen, die veränderte Wahrnehmung von Welt und der Zusammenbruch der eigenen Identität „das Bedürfnis nach einem Feind“, wobei sich der so denkende und empfindende Mensch mit Enthusiasmus einer Autorität beuge, die das Feindbild zulässt. Sozialpsychologen bezeichnen diesen Vorgang auch als Sündenbockmechanismus, so beispielsweise der Philosoph und Kulturanthropologe René Girard, der diesem Mechanismus im Rahmen seiner mimetischen Gesellschaftstheorie einen besonders hohen Stellenwert beigemessen hat. Arno Gruen ging jedoch noch einen Schritt weiter, indem er den Blick auf die sozialen und psychischen Bedingungen von Eltern-Kind-Beziehungen richtete. Er schrieb:

„Der Vorgang im Menschen, der Feindbilder erzeugt, ist auf folgende Weise zu skizzieren: Wenn der wahre Feind – das heißt der schlechte Vater und die schlechte Mutter – nicht gesehen werden darf, weil sich das Kind ihrer „Nicht-Liebe“ unterwarf, müssen die späteren Erwachsenen das Gegenbild zur schlechten Mutter und zum schlechten Vater hassen. Die gute Mutter oder der gute Vater könnten in dieser Entwicklung die Bedürfnisse nach wirklicher Liebe erwecken und bringen sie so mit den wirklichen bösen Eltern in Gefahr! Die guten Eltern werden zum Feind, da sie die früheren Bedürfnisse nach echter Liebe auszulösen drohen.“

### Ganzheitliche Wahrnehmung
Charakteristisches Kennzeichen von Wahrnehmungsmustern, die dem Denken in Feindbildern zugrunde liegt, ist zudem die mehr oder weniger strukturierte Ganzheit der negativen Vorstellungen, Einstellungen und Gefühle. Zwischen dem Denken und Fühlen existieren keine Widersprüche bzw. werden keine Widersprüche zugelassen. Auftauchende Widersprüche, Ambivalenzen und so genannte kognitive Dissonanzen seien in der Fixierung auf selbstentlastende Ideologien und Mythen entweder nicht vorhanden oder werden ohne weitere Reflexionen zügig verdrängt. Der Politikwissenschaftler Claus-Ekkehard Bärsch hat in diesem Zusammenhang in seiner Studie über Joseph Goebbels ebenfalls auf die Identitätsproblematik hingewiesen. Für Goebbels’ spezifische Denkweise diagnostizierte Bärsch, dass dessen „Form der Identifizierung von Ich und Gesellschaft aufgrund der Verallgemeinerung der Selbsterfahrung“ unter rationalen Aspekten eine „logisch unzulässige Verwechslung von Teil und Ganzem“ sei. Der Blick auf das Ganze hätte bei ihm „unbedingt Vorrang, und zwar in der Form der Einheit“. Bärsch war sogar der Ansicht, dass es sich bei dieser Wahrnehmungsweise um ein „wesentliches Denkmuster“ von Goebbels gehandelt habe. Goebbels hätte zudem Gesellschaft ganz allgemein in den Kategorien Identität und Substanz wahrgenommen und gedeutet, „insofern sowohl von der fremden als von der eigenen Gemeinschaft behauptet wird, sie hätte ein »Wesen«“. Ganzheitserfahrungen spielen beim Feindbilddenken demzufolge eine wesentliche Rolle im Hinblick auf Gefühle, Vorstellungen, Identität und Welt.
Der aus dem Streben nach Einheit und Ganzheit resultierende Mangel an Wissen, Gewissheit und Orientierung bezüglich des Fremden, so die Feindbildforschung, bedeutet, dass nicht eindeutige politische Signale und Ereignisse zu Angst und Furcht führen können, die den Anderen oder Gegner mithin als eine existentielle Gefahr und als lebensbedrohlich empfinden lassen. Eigene Ängste werden dementsprechend zur Konfliktbewältigung und psychischen Entlastung auf äußere Symbole gelenkt. In der Feindbildforschung wird dieser psychische Prozess als Projektion bezeichnet. Anders als das vor allem in den 1960er und 1970er Jahren stark herangezogene psychologische Erklärungsmodell der Autoritären Persönlichkeit, das mehr spezifische Charakterstrukturen von einzelnen Menschen ins Blickfeld nahm, werden mit dem Forschungsansatz der projektiven Wahrnehmung allgemeingültige Phänomene untersucht. So beispielsweise hinsichtlich der Kommunikationsprozesse: Denn in kommunikativen Prozessen und Diskursen, die mit wahrgenommenen Krisensituationen im Zusammenhang stehen, werde dann bei möglichen psychischen Belastungen – vergleichbar einem politischen Ritual – der Blick auf relevante politische Symbole gelenkt, in denen die Realitätsdeutungen ungeprüft übernommen bzw. bestätigt werden. Diese psychosoziale Stabilisierung würde dann dazu führen, dass der Gruppenzusammenhalt nach außen hin diskursiv und symbolisch inszeniert wird – und zwar ohne, dass der Zusammenhalt jenseits des Symbolischen solide Grundlagen hätte. In der sozialpsychologischen Forschung wird dieses Phänomen auch als Othering bezeichnet. Festzuhalten ist, dass sich spezifische Wahrnehmungen nach Ansicht von Forschern auf gesellschaftliche Symbole beziehen.
Der Philosoph Michel Foucault, der sich mit der Geschichte des modernen Wahnsinns auf der Grundlage eines selbst entwickelten erkenntnistheoretischen Konzepts, das er als Archäologie des Wissens bezeichnete, auseinandergesetzt hat, vertrat die These, dass es bei der Analyse von „sprachlichen Symbolen“ und Diskursen derartiger Couleur sowie modernen Diskursen überhaupt, darum gehen muss, „jene dunklen Formen und Kräfte aufstöbern, mit denen man gewöhnlich die Diskurse der Menschen miteinander verbindet“. Es gelte, diese Formen und Kräfte „aus dem Schatten“ zu jagen, wobei er sich methodisch so festlegte, dass davon auszugehen sei, „dass man es nur mit einer Menge verstreuter Ereignisse zu tun hat“. Dieser „strukturalistische“ methodische Ansatz wurde demzufolge von Foucault als Instrument benutzt, um mögliche Bedingungen für die Entstehung von Feindbildern auf der Grundlage spezifischer Untersuchungen von Diskursen in Erfahrung zu bringen. Und erfolgreich angewendet hatte er diese archäologische Methode beispielsweise in seinem populären Buch Wahnsinn und Gesellschaft, das den bezeichnenden Untertitel Eine Geschichte des Wahns im Zeitalter der Vernunft trägt. Ähnlich ging auch der Friedensforscher Johan Galtung vor, der ebenfalls Ideen des Strukturalismus im Rahmen seiner Forschungsarbeit verarbeitete, indem er sein – allerdings nicht unumstrittenes – Konzept der strukturellen Gewalt als Analyseinstrument für die Erforschung gesellschaftlicher Bedingungen von Feindbildern und damit verbundene Gewaltphänomene entwickelte.

### Imaginäre Wahrnehmung
Etwa seit den 1980er Jahren wurde in Untersuchungen über Feindbilder, die stets das wahre oder vermeintlich Böse bezeichnen sollen, das gesellschaftspolitisch als relevant erkannte und beschriebene Phänomen des Imaginären verstärkt mit einbezogen. Der Philosoph Rüdiger Safranski beispielsweise, der 1997 sein Buch Das Böse oder Das Drama der Freiheit veröffentlichte, fragte sich zunächst, wie das geistig-psychische Phänomen des Imaginären allgemein beschrieben werden könnte. Prägnant fasste er zusammen:

„Die imaginierte Welt ist eine, die man sich ›einbildet‹. Sie ist ein Bild, das nicht abbildet, sondern sich an die Stelle der Wirklichkeit setzt. Sie ist eine zweite Welt, die das Verhalten in der ersten steuern und sogar dominieren kann. Die Einbildungskraft bedient sich der Materialien, aus denen man lebt: Erfahrungen, Eindrücke, Obsessionen, Wünsche. Aber was sie daraus zeugt, ist etwas Neues, das sich der sonstigen Wirklichkeit auch entgegensetzten kann. Das Denken ist mit dem Problem der Bilder niemals fertig geworden und wird heute, da in den Bilderfluten des modernen Medienzeitalters Imagination und Wirklichkeit durcheinander gewirbelt werden, noch weniger damit fertig. […] Die Juden waren nicht das, was Hitler in ihnen ›sah‹. Aber er hat sie dazu gemacht; er hat sie als Bazillen ›gesehen‹ und hat sie als Bazillen umbringen lassen. Und diejenigen, die dabei mitwirkten oder es gleichgültig geschehen ließen, haben sie dann ebenfalls so ›gesehen‹, zumindest aber dieser Sichtweise entsprechend gehandelt. Früher nannte man das ›Verblendung‹.“

Einen eigenen Ansatz bezüglich der Erforschung des „gesellschaftlich-geschichtlich und psychisch“ Imaginären entwickelte der griechische Philosoph Cornelius Castoriadis bereits im Jahre 1964. In seiner erstmals 1975 veröffentlichten Schrift L'institution imaginaire de la société (dt. Gesellschaft als imaginäre Institution) vertrat er die Auffassung, dass sich jede Gesellschaft entsprechend ihrer Identitäts- und Mengenlogik einen eigenen Horizont gesellschaftlicher imaginärer Bedeutungen schaffen würde. Nach ihm müsse es darum gehen, diesen Horizont bewusst zu machen, damit sich die Gesellschaft autonom entwickeln könne. In Anlehnung an die politisch-philosophische Entfremdungs-These von Karl Marx und dessen Gedanken über die „Erinnerung vergangener Generationen“, deutete Castoriadis auf die besondere Erfahrungsweise des Imaginären in der Moderne hin, „die uns die Vergangenheit wiedererweckt und die Hirngespinste mächtiger werden lässt als die Menschen aus Fleisch und Blut: das Tote ergreift das Lebendige.“ Und Jürgen Boettcher und Justus Ulbricht schrieben 1997: „Insbesondere der Nationalsozialismus hat öffentliche Totenfeiern in bis dahin nicht gekannter Weise für seine politischen Zwecke instrumentalisiert und dabei sämtliche Vorgängertraditionen kunstfertig genutzt. Der nationalsozialistische Kult um die toten Helden stand unverkennbar in christlichen Traditionsbezügen.“

### Religiöse Deutungsmuster
Insbesondere die deutsche und amerikanische religionspolitologische Forschung, die seit den 1990er Jahren versucht, modernen Rassismus, Fundamentalismus und Totalitarismus auf der Grundlage des Konzepts einer politischen Religion zu erforschen, reflektiert typische politikwissenschaftliche und religionswissenschaftliche Begriffe, um sie als Instrumente zur Erkenntnis derartiger Gewalt-Phänomene heranzuziehen. Das Forschungsinteresse richtet sich bei diesem Forschungsansatz, so der Politikwissenschaftler Claus-Ekkehard Bärsch, insbesondere auf die Religion, wobei unter Religion zunächst zu verstehen sei, dass es sich dabei um eine „Interpretation von Wirklichkeit“ handle, in deren Zentrum ein Glaube steht. Das Besondere an diesem Ansatz ist, dass zunächst nicht davon ausgegangen wird, dass Feindbilder allein als Instrumente zur Verfolgung von politischen Interessen benützt werden, ohne dass ein „wirklicher“ oder „wahrer“ Glaube bei den Akteuren und Interessengruppen vorhanden wäre. Vielmehr seien diesem Ansatz zufolge die verwendeten religiösen Symbole, Rituale und Glaubensvorstellungen auf dem Boden bereits etablierter Religionen entstanden, wie vor allem im Zuge von Säkularisierungsprozessen und Krisen in der modernen Welt. Das Bedürfnis nach Religion sei gegenwärtig keineswegs verschwunden. So schrieb der Religionswissenschaftler Mircea Eliade: „Doch, wie wir schon gesagt haben, ist der gänzlich areligiöse Mensch ein seltenes Phänomen, selbst in den am stärksten entsakralisierten modernen Gesellschaften. Die meisten »religionslosen« Menschen verhalten sich immer noch religiös, auch wenn sie sich dessen nicht bewusst sind.“ Das Herstellen von analytischen Bezügen zwischen Religion und Politik in Forschungsansätzen, wie sie auch die Religionspolitologie formuliert, wurde indessen schon in den 1980er Jahren deutlich. So schrieb beispielsweise der Historiker Thomas Nipperdey über die moderne Gesellschaft zwischen 1870 und 1918:

„Die Nation ist sakralisiert, sie ist mehr als rational erfassbare Gemeinsamkeit, sie hat numinose Qualität, das Verhältnis zu ihr ist in einer existentiellen Krise weniger durch Nüchternheit als durch Enthusiasmus charakterisiert. Die ausgebreitete Symbolik der Nation, die Feste und Denkmäler, die Formen des nationalen Kultes – das sind andere Hinweise auf den quasireligiösen Charakter. Darin befestigen sich Loyalität wie Abgrenzung.“

Zu ähnlichen Ergebnissen kam, ebenfalls in den 1980er Jahren, der Historiker Klaus Vondung in seiner Studie über die deutsche Gesellschaft im 19. und 20. Jahrhundert. Vondung schrieb, dass es „ohne Frage ein Analogieverhältnis zwischen neuzeitlichen Geschichtsmodellen, die den Sinn der Geschichte im Fortschritt der Menschheit auf ein Ziel innerweltlicher Vollkommenheit hin sehen, und bestimmten christlichen Geschichtsvorstellungen“ geben würde. Und in Anlehnung an die Gedankenwelt der frühchristlichen Gnosis, die in besonderem Maße ihre sakralisierte Welt in zwei Teile entsprechend dem Muster „Gott“ und „Satan“ sowie „Licht“ und „Finsternis“ geschnitten hat, folgerte er: „Die gnostische Sehnsucht nach Auflösung der unerträglichen Realität und die apokalyptische Naherwartung der Wandlung verbindet sich mit dem Verlangen nach revolutionärer Aktion.“ Bereits 1970 hatte der Kulturhistoriker Friedrich Heer diesen Aspekt zur Sprache gebracht, indem er schrieb: „In der alten Gnosis steckt ein rebellisches, ja ein revolutionäres Element, das in den späten Söhnen und Schülern der Gnosis im 19. und 20. Jahrhundert auch politisch werden kann.“ Und der Politikwissenschaftler und Religionswissenschaftler Reinhard W. Sonnenschmidt kam in seiner 2001 veröffentlichten Schrift Politische Gnosis zu dem Schluss, dass neben dem Marxismus auch der Nationalsozialismus als eine „gnostische Religion“ angesehen werden kann, was nicht allein darauf zurückzuführen sei, dass entsprechend der Logik von „Arier“ und „Jude“ sowie „Rasse“ und „Gegenrasse“ gedacht worden sei, sondern auch, weil gemeinsame Merkmale, wie nicht zuletzt „Entfremdung“ und „Unsterblichkeitswahn“, sowohl in der spätantiken Religion als auch in der politischen Philosophie der Gegenwart identisch seien. Ein Beispiel hinsichtlich des Nationalsozialismus ist der NS-Chefideologe Alfred Rosenberg, der als ein Musterbeispiel für politische Gnosis gelten kann; nicht zuletzt deshalb, weil er in Anlehnung an Meister Eckart in seiner Schrift Der Mythus des 20. Jahrhunderts einen göttlichen Kern in eine von ihm imaginierten „arischen Rasse“ projizierte und „die Juden“ als eine „Gegennation“, später dann als „Gegenrasse“ kennzeichnete. Und am 29. Januar 2002 bezeichnete beispielsweise der US-Präsident George W. Bush die Staaten Irak, Iran und Nordkorea als Achse des Bösen, wobei er seine Entschlossenheit demonstrierte, den irakischen Diktator Saddam Hussein mit Gewalt aus dem Amt zu vertreiben – im Zweifelsfall gegen den Willen der Europäer. Später hatte Bush, nachdem er international massiv negativ sanktioniert wurde, den Ausdruck „Achse des Bösen“ öffentlich wieder zurückgenommen.

## Politische Instrumentalisierung

### Der Feind in der Propaganda
Ungeachtet der Tatsache, ob bestimmte Menschen oder Gruppen tatsächlich die Überzeugung haben, dass es sich in konkreten Fällen um bedrohliche Feinde handelt oder nicht, kann ein bereits existierendes Feindbild zur Durchsetzung spezifischer Interessen verwendet werden. Die Vorgehensweise gleicht nahezu immer einem ähnlichen Muster: Es wird suggeriert, dass die Fremdgruppe bzw. „der Feind nach maximalem Nutzen strebt und die schlimmsten Absichten verfolgt“, wobei die Eigengruppe „zur Vermeidung von Schäden auf den schlimmsten Fall vorbereitet“ sein muss. Zudem konstatierte der Politikwissenschaftler Franz Nuscheler:

„Vergleichbare Verhaltensweisen werden je nach Standpunkt völlig unterschiedlich bewertet: Die eigenen Waffen dienen dem Frieden, die der anderen sind friedensbedrohende Massenvernichtungsmittel; ausländische Interventionen der eigenen Partei dienen der Gerechtigkeit oder der Demokratie; Interventionen des Gegners hingegen der Unterstützung von Unrechtsregimen; die eigene Partei ›erklärt‹ und ›warnt‹, der Feind hingegen ›behauptet‹ und ›droht‹. Negatives Verhalten der eigenen Partei (z. B. Kriminalität) ist nur situativ, durch spezifische Umstände erklärbar, beim Gegner hingegen die Regel oder wesensbedingt.“

Beispielsweise hat sich in der Forschung auch die These herauskristallisiert, dass existierende Vorurteile bewusst gegen eine Fremdgruppe benutzt werden, um die von einer vermeintlichen oder realen Benachteiligung betroffenen Akteure (Individuen oder Gruppen) von der realen Ursache ihrer Benachteiligung abzulenken und deren Frustration und die daraus resultierenden Aggressionen gegen ein klar definiertes Ziel zu richten.
Vor allem vor und während kriegerischer Auseinandersetzungen schüren die machthabenden Eliten eines Staates bewusst und gezielt Feindbilder, um ihre Bevölkerung von der Richtigkeit des Krieges und der Bosheit des Feindes zu überzeugen.

### Feindbilder im politischen Extremismus
In der Extremismusforschung werden Feindbilder als antidemokratische Deutungsmuster konzipiert. Dabei sind zwei unterschiedliche Analyseebenen zentral: Struktur und Inhalt.
Die strukturelle Dimension prüft „die Art und Weise der Wirklichkeitskonstruktion“. Wird ein Kollektiv, ein Land oder eine Idee durchweg negativ dargestellt, lässt sich von der Konstruktion eines Feindbildes sprechen. Nach Fabian Fischer sind Feindbilder „strukturell antidemokratisch“, weil sie nur „eine (negative) Perspektive auf die zu deutende Wirklichkeit“ beinhalten. Die inhaltliche Dimension prüft, inwieweit die „Wertvorstellungen des demokratischen Verfassungsstaates [...] infrage gestellt werden“.
Fischer betont den weltanschaulichen Charakter von Feindbildern im politischen Extremismus. So handele es sich bei dem Antisemitismus, Antiamerikanismus und Antikapitalismus um Abwehrideologien, die sich bezüglich ihres „agitatorischen Bezugspunkts“, ihres „antidemokratischen Impetus“ und ihres „Agitationspotenzials“ voneinander unterscheiden.
| Abwehrideologien im Vergleich                     | Antisemitismus | Antiamerikanismus | Antikapitalismus |
| Agitatorischer Bezugspunkt                        | Menschen       | Staat             | System           |
| Antidemokratischer Impetus                        | Hoch           | Mittel            | Mittel           |
| Agitationspotenzial & gesellschaftliche Akzeptanz | Gering         | Mittel            | Hoch             |

Abbildung: Abwehrideologien im Vergleich

### Feindbilder im Kontext von Konfrontationsgewalt
Seit einigen Jahren werden Feindbilder auch im Kontext von Konfrontationsgewalt erforscht, wobei mit dem Begriff der „politisch motivierten Konfrontationsgewalt“ verfestigte Muster politischer Gewalt bezeichnet, wonach aufeinander bezogene Gruppen anlässlich von Kundgebungen oder Demonstrationen Gewalt gegenüber Personen oder Sachen ausüben. In der Regel sind von dieser Gewalt auch eingesetzte Polizeikräfte betroffen.
Die Muster der Feindbilder der daran beteiligten Milieus prägen ihre Gewaltbegründungen. In beiden Konfliktlinien, „links- versus rechtsextremistisch“ sowie „muslimfeindlich versus militant salafistisch (dschihadistisch)“ nehmen die konfrontativ einander gegenüberstehenden radikalen Gruppen Bezug aufeinander und konstituieren dadurch neben den jeweiligen Selbstbildern auch differenzierte Feindbilder. Obwohl die durch Feindbilder legitimierte Gewalt durchgehend als defensive Strategie bezeichnet wird, gibt es aber durchaus Unterschiede in der Art der Gewaltlegitimation und in der Intensität der propagierten Gewalt gegenüber dem vermeintlichen Feind.
In allen vier Feindbild-Diskursen (rechts- und linksextremistisch sowie muslimfeindlich und militant-salafistisch) lassen sich starke Abwertungen der „Feinde“ beobachten, die in der Regel pauschalisierend bezeichnet und bewertet werden. Die Gegner gelten als moralisch unterlegen, ihnen wird eine moralisch verwerfliche Lebensführung und eine intrinsische Gewalttätigkeit zugeschrieben. Das geht so weit, dass die identifizierten Feinde als rechtlose Fremde und nicht als Teil der gleichen moralischen Gemeinschaft gezeichnet werden. Der Staat wird in den verschiedenen extremistischen Milieus zumeist als „Helfer des Feindes“ dargestellt; Staatliche Organe, besonders die Polizei, werden dabei immer als „Helfer“ oder Schutzmacht der jeweiligen Gegenseite aufgefasst und sind deshalb Teil des Feindbildes mit seinen diffusen Rändern („das System“).
Der Diskurs der Muslimfeinde, der aus „europäischem“ Diskurs heraus argumentiert, zeigt sich dabei am dichtesten an den politischen Thematisierungen der bürgerlichen politischen Mitte in Deutschland. Dies gilt, trotz seiner an Figuren des Antisemitismus erinnernde Vorstellungen globaler Verschwörungen von Muslimen und politischen Eliten und der verdinglichenden Vorstellung einer extrem varianten Religion, als eine totalitäre Ideologie („der Islam“).
Neben den Ähnlichkeiten in der Feind- und auch der Selbstbildkonstruktion von Links- und Rechtsextremisten, bestehen aber auch weitreichende Asymmetrien in Bezug auf die Gewaltakzeptanz. Während Gewalt im Rechtsextremismus für Vitalität und Männlichkeit steht, wird in der autonomen Antifa Gewalt primär als strategisch einzusetzendes instrumentelles Mittel zum Zweck aufgefasst, das zugleich allerdings mit historischem Bezug auf die Bekämpfung des Nationalsozialismus überhöht wird.
Die zweite Konfliktlinie (Muslimfeinde versus militante Salafisten) ist wesentlich jüngeren Datums und wurde erst nach den Anschlägen des 11. September 2001 an den breiteren gesellschaftlichen Diskurs geknüpft. Während der muslimfeindliche Diskurs durchaus auf gesamtgesellschaftlich relevante Topoi, wie Überfremdungsängste und Sicherheitsaspekte, aber auch Frauenemanzipation und Freiheitsdiskurs verweist, ist die radikal-islamistische Argumentation in deutschen Leitmedien nicht repräsentiert. Das Feindbild der radikalen Salafisten ist eingebettet in ein religiös begründetes Kriegsnarrativ, das auf innergesellschaftliche Konflikte übertragen wird. Die Feinde werden durchweg als Aggressoren und Provokateure dargestellt, gegen die defensive Gewalt (im Sinne der Verteidigung des Glaubens) erlaubt ist. Durch die Sakralisierung des Feindbildes (ähnlich auch des Selbstbildes durch die Figur des Märtyrers) erfährt der Kampf gegen die vermeintlichen Aggressoren eine Überhöhung, die einerseits die Avantgarde-Funktion der Radikalen hervorhebt, andrerseits aber auch schnelle intensive Gewalteskalationen provozieren kann.
Gerade für den Bereich der Prävention ist die weiterführende Analyse der Feindbildkonstrukte in den jeweiligen extremistischen Milieus von großer Bedeutung und bietet Ansatzpunkte gewaltvollen Eskalationsdynamiken nachhaltig entgegenzuwirken.